# Šime Đodan
Šime Đodan (* 27. Dezember 1927 in Rodaljice; † 2. Oktober 2007 in Dubrovnik) war ein kroatischer Jurist und Parlamentarier.

## Werdegang
Đodan schloss 1960 sein Studium der Rechtswissenschaften an der Universität Zagreb ab. 1965 promovierte er im Fach Wirtschaftswissenschaften. Von 1967 bis 1971 leitete er die Matica hrvatska. Während des Kroatischen Frühlings wurde er wegen kroatischem Nationalismus zu sechs Jahren Haft verurteilt. Weiterhin veröffentlichte er mehrere wirtschaftswissenschaftliche Fachbücher.

## Politisches Wirken
Đodan war als Abgeordneter der HDZ von 1991 bis 1995 Mitglied des kroatischen Parlaments und bekleidete 1991 das Amt des Verteidigungsministers. Sein politisches Wirken war durch verschiedene kontroverse Äußerungen gekennzeichnet. Die bekannteste seiner Äußerungen war eine rassistische Bemerkung über Serben, die seiner Ansicht nach kleinere Gehirne und spitze Köpfe besäßen.

## Tod
Đodan starb nach langer Krankheit im Alter von 79 Jahren in einem Krankenhaus in Dubrovnik. Er wurde am 5. Oktober 2007 dort beerdigt.

## Quelle
- Artikel bei Javno vom 2. Oktober 2007 (engl.)

| Personendaten    | Personendaten         |
| ---------------- | --------------------- |
| NAME             | Đodan, Šime           |
| KURZBESCHREIBUNG | kroatischer Politiker |
| GEBURTSDATUM     | 27. Dezember 1927     |
| GEBURTSORT       | Rodaljice             |
| STERBEDATUM      | 2. Oktober 2007       |
| STERBEORT        | Zagreb                |